# Veaceslav Krașeninikov
Veaceslav Sergheevici Krașeninikov (rusă Вячесла́в Серге́евич Крашени́нников n. 22 martie 1982, Iurga, URSS – d. 17 martie 1993, Cebarkul, Rusia), cunoscut și cu supranumele Îngerul rus, a fost un băiat care a murit la vârsta de 10 ani și pe care unii îl consideră făcător de minuni și profet, făcând minuni și după moarte. Biserica Ortodoxă Rusă l-a catalogat drept eretic și „profet mincinos”; cu toate acestea, la mormântul lui din orașul Cebarkul, se adună numeroși pelerini.

## Biografie
S-a născut pe 22 martie 1982 în orașul Iurga (regiunea Kemerovo), fiind botezat în orașul Taiga din aceeași regiune.
Din cauză că tatăl său era ofițer, familia sa s-a mutat de câteva ori într-o altă reședință. Slavik nici nu avea un an atunci când s-a mutat cu familia în RDG (în legătură cu serviciul tatălui său în Grupul forțelor sovietice în Germania).
Iar atunci când familia s-a mutat la un nou post al tatălui său în Munții Urali, Slavik avea mai puțin de 5 ani. Ultimii ani din viață și-a petrecut în orașul Cebarkul din regiunea Celeabinsk. Acesta nu a mers la grădiniță, însă a mers la școala nr. 4 din Cebarkul. Pentru un timp, Slavik împreună cu mama sa au locuit singuri într-un apartament din Cebarkul, deoarece tatăl său atunci lucra în Șadrinsk iar fiul cel mare, Constantin, a mers la armată. Conformându-ne cu amintirile publicate de mama sa ulterior, Slavik a fost în multe privințe un copil neobișnuit. În concluzia comisiei de experți ai Departamentului Misionar al Diocezei din Celeabinsk, acesta este caracterizat prin spusele mamei lui și ale altor admiratori:
| “ | Băiatul, conform amintirilor publicate de mama sa, provenea dintr-o familie ortodoxă, avea aspect angelic, a fost extrem de bun, ascultător, inteligent, pios, devotat; În plus, el a avut cunoștințe diferite și abilități supranaturale de la o vârstă fragedă: proorocea, diagnostica și trata diferite boli. Acești din urmă factori au atras atenția locuitorilor din Cebarkul și a celor din Miass iar apoi a vizitatorilor. Potrivit rudelor, băiatul a fost luat de două ori la Mănăstirea Sfânta Treime a Sfântului Sergiu, unde a avut discuții lungi cu starețul Naum iar darul lui de vindecare a fost certificat ca fiind «dumnezeiesc». | ” |

Moare acasă, pe 17 martie 1993, la 04:50 dimineața, de leucemie, cu 5 zile înainte de a împlini 11 ani. Înmormântarea a avut loc pe 19 martie.